# Walter Jon Williams
Walter Jon Williams (Duluth, 15 oktober 1953) is een Amerikaanse schrijver van sciencefiction- en fantasyverhalenverhalen. Hij won hiervoor onder meer twee Nebula Awards en een Sidewise Award. Hij schrijft zowel cyberpunk, space opera en harde sciencefiction als fantasy en historische fictie.

## Biografisch
Williams studeerde in 1975 af in Engels aan de University of New Mexico. Voor hij zich toelegde op sciencefiction, schreef hij van 1981 tot en met 1984 een vijfdelige boekenreeks in het genre historische fictie getiteld Privateers and Gentlemen. Die gaat over de avonturen van een familie kaapvaarders tijdens conflicten in de late achttiende en vroege negentiende eeuw. Hij bewerkte deze verhalen in die tijd ook tot een roleplayinggame voor Fantasy Games Unlimited.
Williams publiceerde in 1984 zijn eerste sciencefictionboek, Ambassador of Progress. Hierin is de mensheid vanwege een ramp verdeeld over verschillende planeten. Een vrouw afkomstig van een vergevorderde locatie begeeft zich naar Echidne om de bevolking daar te helpen met hun vooruitgang. Hier is alleen net een oorlog tussen twee groeperingen uitgebroken. Williams schreef daarna ook nog het eveneens op zichzelf staande Knight Moves voor hij in 1986 begon met zijn eerste sciencefictionserie, Hardwired, een post-apocalyptisch cyberpunkverhaal. Later volgden series als Drake Maijstral (sciencefiction), Metropolitan (fantasy), Dread Empire's Fall (space opera), Dagmar Shaw (sciencefiction) en Quillifer (fantasy).
Williams won in 1996 een Sidewise Award voor zijn korte verhaal Foreign Devils, dat deel uitmaakt van de anthologie War of the Worlds: Global Dispatches. Hierin vindt H.G. Wells' The War of the Worlds plaats tijdens de Bokseropstand in het Chinees Keizerrijk. Williams kreeg in 2001 zijn eerste Nebula Award toegekend, voor de novelette Daddy's World. Die gaat over een jongetje dat in eerste instantie een schijnbaar utopisch kinderleven lijkt te leven, maar zich realiseert dat er iets niet klopt wanneer iedereen ouder wordt behalve hij. Williams won in 2005 ook een Nebula Award voor zijn novelle The Green Leopard Plague. Hierin is een toekomstige mensheid vanwege een genetisch gemanipuleerd virus in staat om zichzelf te voeden via fotosynthese, waardoor voedseltekorten niet meer bestaan.

### Boekenreeksen (series)
Hardwired
- 1986 - Hardwired
- 1989 - Solip:System (novelette[3])
- 1987 - Voice of the Whirlwind
- 1987 - Wolf Time (novelette)

Drake Maijstral
- 1987 - The Crown Jewels
- 1988 - House of Shards
- 1995 - Rock of Ages
- 1995 - Ten Points for Style (verzameling van de drie eerdergenoemde boeken)

Metropolitan
- 1995 - Metropolitan
- 1997 - City on Fire

Dread Empire's Fall
- 2002 - The Praxis
- 2003 - The Sundering
- 2005 - Conventions of War
- 2008 - Investments (novelle)
- 2016 - Impersonations

Praxis
- 2018 - The Accidental War
- 2020 - Fleet Elements
- 2022 - Imperium Restored

Privateers and Gentlemen
- 1981 - The Privateer (later ook verschenen als To Glory Arise)
- 1981 - The Yankee (later ook verschenen als The Tern Schooner)
- 1981 - The Raider (later ook verschenen als Brig of War)
- 1984 - The Macedonian
- 1984 - Cat Island

Dagmar Shaw
- 2009 - This Is Not a Game
- 2011 - Deep State
- 2012 - The Fourth Wall

Quillifer
- 2017 - Quillifer
- 2019 - Quillifer The Knight
- 2022 - Lord Quillifer

### Losstaand
- 1984 - Ambassador of Progress
- 1985 - Knight Moves
- 1989 - Angel Station
- 1990 - Elegy for Angels and Dogs
- 1991 - Days of Atonement
- 1992 - Aristoi
- 1999 - The Rift
- 2001 - Daddy's World (novellette, Nebula Award)
- 2002 - The New Jedi Order: Destiny's Way
- 2004 - The Green Leopard Plague (novelle, Nebula Award)
- 2008 - Implied Spaces

### Verhalenbundels
- 1990 - Facets
- 1998 - Frankensteins and Foreign Devils
- 2010 - The Green Leopard Plague and Other Stories
- 2021 - The Best of Walter Jon Williams